# Ocupação estadunidense das Filipinas

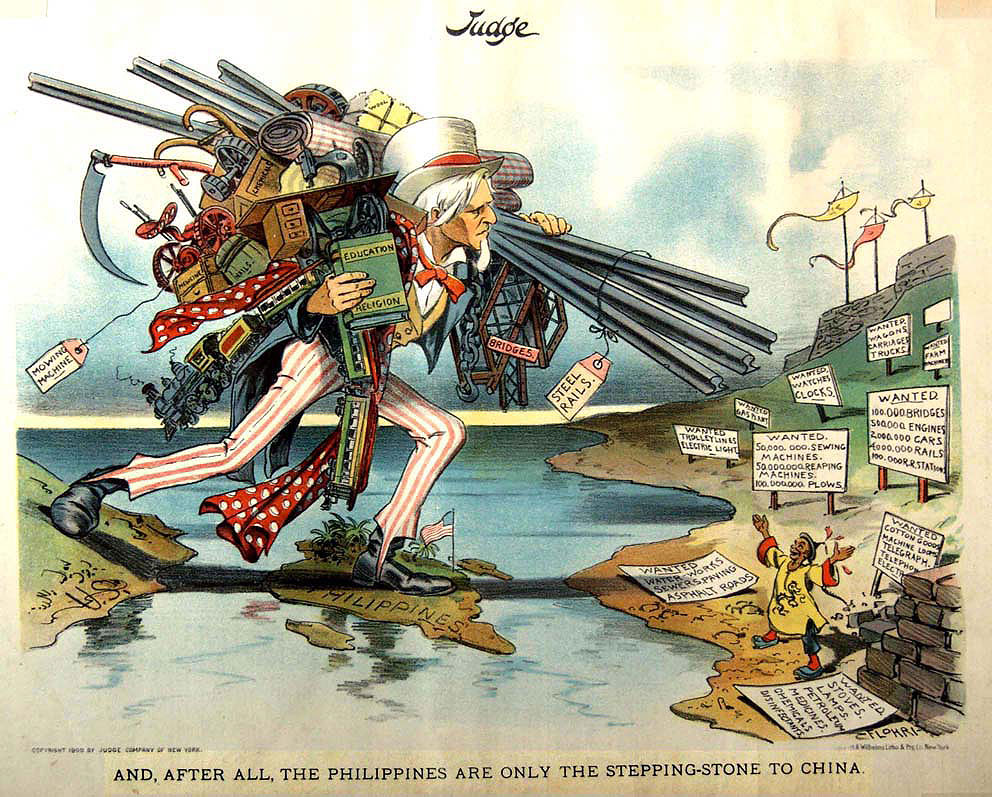
Cartum editorial sobre a conquista estadunidense das Filipinas, onde se lê: E, afinal, as Ilhas Filipinas são apenas o trampolim para a China.

A Ocupação das Filipinas pelos Estados Unidos (1898-1946) começou com a eclosão da Guerra Hispano-Americana em abril de 1898, quando as Filipinas ainda eram parte das Índias Orientais Espanholas, e foi concluída quando os Estados Unidos reconheceram formalmente a independência da República das Filipinas em 4 de julho de 1946.
Com a assinatura do Tratado de Paris em 10 de dezembro de 1898, a Espanha cederia as Filipinas para os Estados Unidos.  O governo militar interino dos Estados Unidos das Ilhas Filipinas experimentaria um período de grande turbulência política caracterizada pela Guerra Filipino-Americana. A partir de 1901, o governo militar foi substituído por um governo civil — o Governo Insular das Ilhas Filipinas — com William Howard Taft atuando como seu primeiro governador-geral. De 1901 a 1906 também existiria uma série de governos revolucionários que careceram de reconhecimento diplomático internacional significativo.
Na sequência da aprovação da Philippine Independence Act em 1934, uma eleição presidencial foi realizada em 1935. Manuel L. Quezon foi eleito e empossado como segundo presidente das Filipinas em 15 de novembro de 1935. O Governo Insular seria dissolvido e a Commonwealth das Filipinas foi estabelecida. A Commonwealth das Filipinas se destinava a ser um governo de transição na preparação para a plena realização da independência do país em 1946.
Após a invasão japonesa e posterior ocupação das Filipinas durante a Segunda Guerra Mundial, os Estados Unidos recapturaram as Filipinas em 1945. De acordo com os termos da Philippine Independence Act, os Estados Unidos reconheceram formalmente a independência da República das Filipinas em 4 de julho de 1946.